# Histoire céleste française
Histoire céleste française (tạm dịch: Lịch sử vũ trụ của Pháp) là một danh mục sao do nhà thiên văn học người Pháp Jérôme Lalande và các cộng sự của ông xuất bản đầu tiên vào năm 1801 tại Đài thiên văn Paris. Nó bao gồm tọa độ và độ sáng của 47.390 ngôi sao. Bên cạnh đó, một số hiện tượng thiên văn khác cũng được đề cập vào danh mục này. Tất cả các ngôi sao được xác định tên gọi chung theo định danh Bayer hoặc định danh Flamsteed. Vào khoảng thời gian ấy, danh mục này được xem là danh mục hoàn thiện, chi tiết và đầy đủ nhất do nội dung của nó còn bao gồm cả những tài liệu, ghi chép thiên văn đã được chụp, soạn thảo tại đài thiên văn Paris.
Tuy nhiên vào năm 1847, Francis Baily đã xuất bản một bản viết lại của danh mục này, trong đó nó sử dụng các số tham chiếu để gọi tên 47.390 ngôi sao và vẫn được sử dụng cho đến ngày nay, ví dụ như sao Lalande 21185. Trong số các danh mục sao hiện đại, điển hình là danh mục sao SIMBAD đã gọi tên các ngôi sao này theo định dạng LAL NNNNN với NNNNN là từ 1 đến 47.390.